# 上多克山
47°7′51″N 12°44′27″E / 47.13083°N 12.74083°E

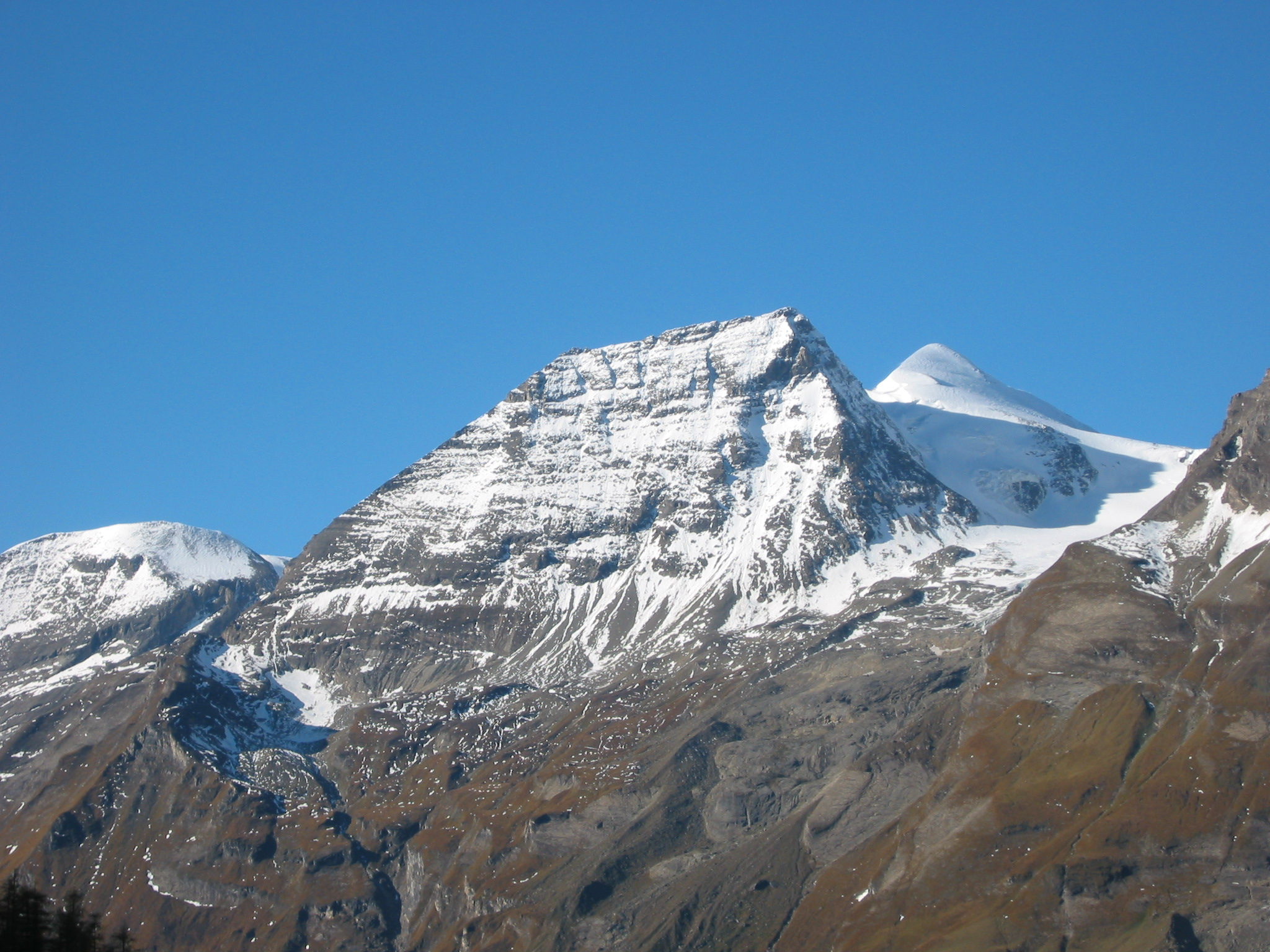

上多克山（德語：Hohe Dock），是奧地利的山峰，位於該國中部，由薩爾茨堡州負責管轄，屬於格洛克納山脈的一部分，距離大貝倫山0.6公里，海拔高度3,348米，每年平均降雨量2,073毫米。